# Ер Српска
Ер Српска (Air Srpska) је била ентитетска авио-компанија Републике Српске. Основана је 1998. године са седиштем у Бањалуци. Компанија је изнајмљивала два авиона АТР-72 од Јат-а и обављала је летове на три редовне линије ка Београду, Цириху и Бечу као и чартер-летове. Због слабог профита, Јат је 2003. одлучио да преузме своје авионе назад и од тада компанија престаје са радом. Мало је вероватно да ће поново кренути са летовима.

## Бивше дестинације
- Аустрија
  - Беч
- БиХ (Република Српска)
  - Бања Лука (Аеродром Бања Лука)
- Србија
  - Београд (Аеродром „Никола Тесла“)
- Швајцарска
  - Сент Гален
  - Цирих

## Бивша Флота
| Тип                     | Тотал           | Седишта | Регистрације   |
| ----------------------- | --------------- | ------- | -------------- |
| АТР 72-202              | 2 (2 поручених) | 58      | YU-ALO, YU-ALP |
| Макдонел Даглас DC-9-32 | (1 поручених)   |         |                |